# Mười môn phối hợp

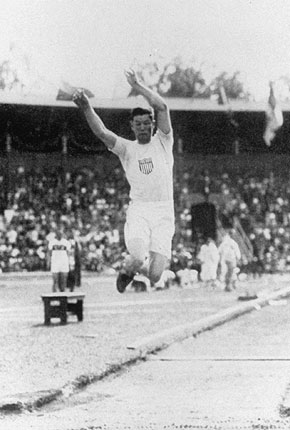
Jim Thorpe1912 Olympics

Decathlon là một nội dung kết hợp trong điền kinh bao gồm mười nội dung điền kinh (bao gồm 4 môn chạy, 3 môn ném, và 3 môn nhảy), thi đấu trên sân điền kinh tiêu chuẩn. Từ "decathlon" trong các ngôn ngữ được hình thành bằng kép ghép 2 từ tiếng Hy Lạp: δέκα (déka, có nghĩa là "mười") và ἄθλ (áthlos, hoặc ἄθλ νν, áthlon, có nghĩa là "cuộc thi" hoặc giải thưởng).  Các nội dung được tổ chức trong hai ngày liên tiếp và người chiến thắng được xác định tổng điểm đạt được (không phải theo vị trí xếp hạng từng môn). Mười môn phối hợp được thi đấu chủ yếu bởi các vận động viên nam, trong khi các vận động viên nữ hường thi đấu ở môn heptathlon (bảy môn phối hợp).
Theo truyền thống, "Vận động viên vĩ đại nhất thế giới" thường là nhà vô địch nội dung mười môn phối hợp.  Truyền thống này bắt đầu khi vua Gustav V của Thụy Điển nói với Jim Thorpe, "Thưa bạn, bạn là vận động viên vĩ đại nhất thế giới" sau khi Thorpe giành giải mười môn tại Thế vận hội Stockholm năm 1912. Người giữ kỷ lục thế giới mườn môn phối hợp chính thức hiện nay là vận động viên người Pháp Kevin Mayer, người đã ghi được tổng cộng 9.126 điểm tại Décastar 2018 ở Pháp.
Nội dung decathlon được phát triển từ năm môn phối hợp cổ đại.  Các cuộc thi Pentathlon được tổ chức tại Thế vận hội Hy Lạp cổ đại. Năm 1884, Một cuộc thi mười sự kiện được gọi là giải vô địch "điền kinh toàn diện", tương tự như mười môn phối hợp hiện đại, lần đầu tiên được tranh tài tại giải vô địch nghiệp dư Hoa Kỳ. Nội dung mười môn phối hợp được thi lần đầu tại Thế vận hội Stockholm năm 1912.
Kỷ lục thế giới hiện tại của môn mười môn phối hợp thuộc về vận động viên người Pháp Kevin Mayer với 9.126 điểm. Đương kim huy chương vàng Olympic gần nhất là Ashton Eaton, giành được tại Thế vận hội Rio năm 2016 cho đoàn thể thao Mỹ. Nhà vô địch thế giới gần nhất là Niklas Klaus người Đức, lên ngôi vào năm 2019.

## Lịch sử
Nội dung decathlon được phát triển từ năm môn phối hợp cổ đại. Các cuộc thi Pentathlon được tổ chức tại Thế vận hội Hy Lạp cổ đại. Pentathlons bao gồm năm môn - nhảy xa, ném đĩa, ném lao, chạy nước rút và một trận đấu vật. Được giới thiệu tại Olympia trong năm 708 trước Công nguyên, cuộc thi vô cùng nổi tiếng trong nhiều thế kỷ. Vào thế kỷ thứ sáu trước Công nguyên, năm môn phối hợp đã trở thành môn biểu tượng tôn giáo Hy Lạp.
Năm 1884, Một cuộc thi mười sự kiện điền kinh được gọi là giải vô địch "điền kinh toàn diện", tương tự như mười môn phối hợp hiện đại, lần đầu tiên được tranh tài tại giải vô địch nghiệp dư Hoa Kỳ. Bắt đầu từ năm 1890, nội dung các môn điền kinh phối hợp xuất hiện nhiều hơn ở các giải điền kinh. Một cuộc thi điền kinh toàn diện khác đã được tổ chức tại Thế vận hội Mùa hè 1904. Nội dung mười môn phối hợp hiện đại được thi lần đầu tại Thế vận hội Stockholm năm 1912 và góp mặt ở các kì Olympic từ đến nay.

## Luật thi đấu
Theo quy định của IAAF, một cuộc thi mười môn phối hợp phải có đủ mười nội dung (được nêu ở phần thể thức thi đấu). Nếu vận động viên nào không thể thi đấu một nội dung nào đó thì kết quả sẽ được ghi nhận là không hoàn thành (tức xếp sau các vận động viên đã hoàn thành, ngay cả khi các vận động viên đã hoàn thành có số điểm ít hơn) và không được ghi nhận kỉ lục (nếu có của từng bộ môn).
Bộ môn 10 môn phối hợp khác các nội dung khác ở phần tổ chức khi không có vòng loại mà các vận động viên được mặc định là thi đấu ở "chung kết". Do số vận động viên thường vượt quá số làn chạy hoặc lượt ném/nhảy (trung bình khoảng 30-40 một giải) nên thông thường sẽ được chia nhóm thi đấu (tuy nhiên thành tích vẫn tính chung).
Đối với từng nội dung thi đấu sẽ áp dụng theo luật của nội dung (ví dụ nội dung 100m trong phần mười môn phối hợp sẽ áp dụng các luật như nội dung 100m độc lập) với 3 khác biệt chính:
1) Đối với nội dụng chạy. mỗi lượt được 1 lần xuất phát lỗi, và chỉ sau lần lỗi trên bất kì vận động viên nào xuất phát lỗi mới bị loại. Luật này khác với các nội dụng chạy ngắn và trung độc lập, khi bất kỳ lần xuất phát lỗi nào đều sẽ bị loại.
2) Đối với nội dụng nhảy cao và nhảy sào, mỗi lần tăng độ cao sẽ là 3 cm và 10 cm (đồng nhất với các vận động viên) và lượt nhảy kết thúc bất cứ khi nào vận động viên trượt liên tiếp 3 lần. Luật này khác với ở nội dung độc lập khi độ cao được nâng tuỳ theo ban tổ chức và có lượt nhảy luân lưu nếu các vận động viên hoà
3) Đối với nội dung nhảy xa và ném, các vận động viên chỉ thực hiên 3 lần. Luật này khác với ở các nội dụng độc lập, khi các vẫn động viên có thành tích tốt thường được ném nhiều hơn 3 lần.
Bộ môn mười môn phối hợp phải được thi đấu trong 2 ngày và tối thiểu 30 phút nghỉ giữa hai nội dung. Điều này không được thay đổi, trừ trường hợp bất khả kháng.
Theo truyền thống, tất cả các vận động viên hoàn thành cuộc thi đều sẽ được vinh danh (thay vì chỉ những vận động viên đoạt huy chương như các môn khác).
Trường hợp có nhiều vận động viên hoà thì được xem là đồng hạng.

## Thể thức thi đấu

###### Nội dung của nam
Phần lớn các cuộc thi mười môn phối hợp đều được thi đấu trong hai ngày và theo thứ tự nhất định. Thứ tự thi đấu như sau:
| Thứ tự | Ngày 1       | Ngày 2                |
| ------ | ------------ | --------------------- |
| 1      | Chạy 100 mét | Chạy 110 mét vượt rào |
| 2      | Nhảy xa      | Ném dĩa               |
| 3      | Đẩy tạ       | Nhảy sào              |
| 4      | Nhảy cao     | Ném lao               |
| 5      | Chạy 400 mét | Chạy 1500 mét         |

###### Nội dung của nữ
Thông thường, ở các giải thi đấu, các vận động viên điền kinh phối hợp nữ thường thi đấu ở nội dung bảy môn phối hợp. Tuy vậy, cũng có các giải mười môn phối hợp nữ. Kỉ lục thế giời hiện tại là vận động viên người Litva Austra Skujytė với 8366 điểm. Thứ tự thi đấu tương tự như nội dung ở nam, trừ các môn nhảy và ném đổi chỗ trong hai ngày (để tránh trường hợp thiếu sân đấu, trong trường hợp hai nội dụng tổ chức cùng thời gian). Ngoài ra, ở các nội dung ném, vật ném đối với các vận động viên nữ nhẹ hơn (giống như ở các nội dụng ném trong môn điền kinh) và môn chạy vượt rào có cự ly 100 mét (giống tiêu chuẩn).
| Thứ tự | Ngày 1       | Ngày 2                |
| ------ | ------------ | --------------------- |
| 1      | Chạy 100 mét | Chạy 110 mét vượt rào |
| 2      | Ném dĩa      | Nhảy xa               |
| 3      | Nhảy sào     | Đẩy tạ                |
| 4      | Ném lao      | Nhảy cao              |
| 5      | Chạy 400 mét | Chạy 1500 mét         |

###### Một giờ
Tương tự như ở trên, chỉ khác là môn thi đấu cuối cùng (chạy 1500 mét) phải bắt đầu trễ nhất 1 giờ sau khi bắt đầu môn đầu tiên (chạy 100 mét). Kỷ lục thế giới là vận động viên người Tiệp Robert Změlík với 7897 điểm.

###### Theo nhóm tuổi
Mười môn phối hợp cũng có những nội dung chỉ dành cho những những nhóm tuổi nhất định (như dưới 23 hay trên 60 tuổi). Có một số thay đổi (ví dụ như độ nặng vật ném hay cự ly chạy) nhằm phù hợp với nhóm tuổi.

###### Mười môn phối hợp (phiên bản gấp đội)/ Hai mươi môn phối hợp
Nội dung hai mươi môn phối hợp (icosathlon) bao gồm mười hai môn chạy, bốn môn ném, và bốn môn nhảy (bao gồm tất cả các nội dung tiêu chuẩn của điền kinh trong sân vận động). Nội dung này ít được thi đấu tại các giải, nhưng cũng có giải thế giới được tổ chức hàng năm. Ngoài mười môn như trên nội dung trên còn có các môn: chạy 200 mét vượt rào, chạy 400 mét vượt rào, chạy 3000 mét vượt chướng ngại vật, chạy 200 mét, chạy 800 mét, chạy 3000 mét, chạy 5000 mét, chạy 10000 mét, ném búa, và nhảy xa ba bước.

## Cách tính điểm
| Bộ môn           | A       | B    | C    |
| ---------------- | ------- | ---- | ---- |
| 100 mét          | 25,4347 | 18   | 1,81 |
| Nhảy xa          | 0,14354 | 220  | 1,4  |
| Đẩy tạ           | 51,39   | 1,5  | 1,05 |
| Nhảy cao         | 0,8465  | 75   | 1,42 |
| 400 mét          | 1,53775 | 82   | 1,81 |
| 110 mét vượt rào | 5,74352 | 28,5 | 1,92 |
| Ném dĩa          | 12,91   | 4    | 1,1  |
| Nhảy sào         | 0,2797  | 100  | 1,35 |
| Ném lao          | 10,14   | 7    | 1,08 |
| 1500 mét         | 0.03768 | 480  | 1,85 |

Trong lịch sử từng có nhiều cách tính điểm khác nhau như theo thứ hạng, theo mốc thành tích, v.v.
Năm 2001, liên đoàn điền kinh thế giới (IAAF) cho ra mắt cách tính điểm mới, và hiện tại đang được áp dụng chính thức. Lưu ý là cách tính điểm của các môn chỉ áp dụng cho nội dung của nam. Đối với nội dung 7 môn và 10 môn phối hợp của nữ có cách tính điểm riêng. Về cơ bản, điểm được tính như sau:
Đối với các nội dụng chạy: INT(A(B — P)C)  (chạy càng nhanh càng ghi được nhiều điểm)
Đối với các nội dụng ném và nhảy: INT(A(P — B)C)  (ném càng xa hay nhảy càng cao càng ghi được nhiều điểm)
Trong đó: A, B, và C là các hệ số được xác định trước; P là thành tích của vận động viên (tính bằng giây đối với nội dụng chạy, mét đối với nội dụng ném, và xăng-ti mét đối với nội dụng nhảy. INT biểu thị rằng các số A,B,C, P sau khi tính xong sẽ được làm tròn xuống. Ví dụ số điểm 942,12 hay 942,99 sẽ đều được ghi nhận là 942.
Với cách tính trên, khi thành tích của vận động viên càng được nâng cao ở một nội dung sẽ được tích luỹ càng nhiều điểm ở nội dung đó. Ví dụ ở nội dung chạy 100 mét, nếu vận động viên chạy lần lượt trong 12, 11, và 10 giây sẽ ghi được lần lượt 651, 861, và 1096 điểm. Khoảng cách về điểm của việc chạy 10 giây và 11 giây lớn hơn 11 giây và 12 giây. Lí do có sự khác biệt này là vì khi thành tích của vận động viên càng cao, càng khó để nâng cao thêm thành tích. Do đó, khi một vận động viên có thành tích cao sẵn mà nâng được thêm thành tích cần được thưởng điểm xứng đáng hơn.
Hệ số của các môn như sau:  
| Nội dung         | 1000 điểm         | 900 điểm         | 800 điểm         | 700 điểm         | Đơn vị đo        |
| ---------------- | ----------------- | ---------------- | ---------------- | ---------------- | ---------------- |
| 100 mét          | 10,395            | 10,827           | 11,278           | 11,756           | Giây             |
| Nhảy xa          | 7,76              | 7,36             | 6,94             | 6,51             | Mét              |
| Đẩy tạ           | 18,4              | 16,79            | 15,16            | 13,53            | Mét              |
| Nhảy cao         | 220               | 210              | 199              | 188              | Xăng-ti mét      |
| 400 m            | 46,17             | 48,19            | 50,32            | 52,58            | Giây             |
| 110 mét vượt rào | 13,8              | 14,59            | 15,419           | 16,29            | Giây             |
| Ném dĩa          | 56,17             | 51,4             | 46,59            | 41,72            | Mét              |
| Nhảy sào         | 528               | 496              | 463              | 429              | Xăng-ti mét      |
| Ném lao          | 77,19             | 70,67            | 64,09            | 57,45            | Mét              |
| 1500 mét         | 233,79 (3:53.79 ) | 247,42 (4:07.02) | 261,77 (4:21.77) | 276,96 (4:36.96) | Giây (Phút:giây) |

## Các kỉ lục
Kỉ lục chính thức hiên nay thuộc về vận động vien Kevin Mayer người Pháp với 9126 điểm, thiết lập tại giải Decastar năm 2018 tại Talence, Pháp. Thành tích như sau
| 100m (có gió)         | Nhảy xa (có gió)  | Ném tạ  | Nhảy cao | 400m       | 110m vượt rào (có gió) | Ném dĩa | Nhảy sào | Ném lao | 1500m   |
| --------------------- | ----------------- | ------- | -------- | ---------- | ---------------------- | ------- | -------- | ------- | ------- |
| 10.55 giây (+0.3 m/s) | 7.80 m (+1.2 m/s) | 16.00 m | 2.05 m   | 48.42 giây | 13.75 giây (-1.1 m/s)  | 50.54 m | 5.45 m   | 71.90 m | 4:36.11 |

Trước kỉ lục của Kevin là kỉ lục 9045 điểm của vận động viên người Mỹ Ashton Eaton.
| 100m (có gió)         | Nhảy xa (có gió)  | Ném tạ  | Nhảy cao | 400m       | 110m vượt rào (có gió) | Ném dĩa | Nhảy sào | Ném lao | 1500m   |
| --------------------- | ----------------- | ------- | -------- | ---------- | ---------------------- | ------- | -------- | ------- | ------- |
| 10.23 giây (-0.4 m/s) | 7.88 m (+0.0 m/s) | 14.52 m | 2.01 m   | 45.00 giây | 13.69 giây (-0.2 m/s)  | 43.34 m | 5.20 m   | 63.63 m | 4:17.52 |

| Kỉ lục                       | Điểm  | Vận động vien  | Năm  |
| ---------------------------- | ----- | -------------- | ---- |
| Thế giới                     | 9,126 | Kevin Mayer    | 2018 |
| Thế giới (trẻ)               | 8,397 | Torsten Voss   | 1982 |
| Continental records          |       |                |      |
| Châu Phi                     | 8,521 | Larbi Bourrada | 2016 |
| Châu Á                       | 8,725 | Dmitriy Karpov | 2004 |
| Châu Âu                      | 9,126 | Kevin Mayer    | 2018 |
| Châu Âu(không phải thế giới) | 9,026 | Roman Šebrle   | 2001 |
| Bắc Mỹ                       | 9,045 | Ashton Eaton   | 2015 |
| Châu Đại dương               | 8,490 | Jagan Hames    | 1998 |
| Nam Mỹ                       | 8,393 | Carlos Chinin  | 2013 |

## Các nhà vô địch
Bộ môn mười môn phối hợp có 3 giải danh giá nhất (theo thứ tự từ cao đến thấp) là Thế vận hội mùa hè, Giải vô địch điền kinh thế giới, và loạt giải IAAF Combined Challenge.
Sau đây là danh sách các vận động viên dành huy chương của các giải

### Thế vận hội
Bài chính: Các môn phối hợp tại Thế vận hội mùa hè
| Kì thế vận hội        | Vàng                              | Bạc                                 | Đồng                        |
| --------------------- | --------------------------------- | ----------------------------------- | --------------------------- |
| 1912 Stockholm        | Hoa Kỳ Jim Thorpe                 | Thuỵ Điển Charles Lomberg           | Thuỵ Điển Gösta Holmér      |
| 1912 Stockholm        | Thuỵ Điển (1) Hugo Wieslander     | Thuỵ Điển Charles Lomberg           | Thuỵ Điển Gösta Holmér      |
| 1920 Antwerp          | Na Uy Helge Løvland               | Hoa Kỳ Brutus Hamilton              | Hoa Kỳ Bertil Ohlson        |
| 1924 Paris            | Hoa Kỳ Harold Osborn              | Hoa Kỳ Emerson Norton               | Estonia Aleksander Klumberg |
| 1928 Amsterdam        | Phần Lan Paavo Yrjölä             | Phần Lan Akilles Järvinen           | Hoa Kỳ Ken Doherty          |
| 1932 Los Angeles      | Hoa Kỳ Jim Bausch                 | Phần Lan Akilles Järvinen           | Đức Wolrad Eberle           |
| 1936 Berlin           | Hoa Kỳ Glenn Morris               | Hoa Kỳ Bob Clark                    | Hoa Kỳ Jack Parker          |
| 1948 Luân Đôn         | Hoa Kỳ Bob Mathias                | Pháp Ignace Heinrich                | Hoa Kỳ Floyd Simmons        |
| 1952 Helsinki         | Hoa Kỳ Bob Mathias                | Hoa Kỳ Milt Campbell                | Hoa Kỳ Floyd Simmons        |
| 1956 Melbourne        | Hoa Kỳ Milt Campbell              | Hoa Kỳ Rafer Johnson                | Liên Xô Vasili Kuznetsov    |
| 1960 Rome             | Hoa Kỳ Rafer Johnson              | Trung Hoa Dân Quốc Yang Chuan-kwang | Liên Xô Vasili Kuznetsov    |
| 1964 Tokyo            | Đức Willi Holdorf (2)             | Liên Xô Rein Aun                    | Đức Hans-Joachim Walde (2)  |
| 1968 Thành phố Mexico | Hoa Kỳ Bill Toomey                | Tây Đức Hans-Joachim Walde          | Tây Đức Kurt Bendlin        |
| 1972 Munich           | Liên Xô Mykola Avilov             | Liên Xô Leonid Lytvynenko           | Ba Lan Ryszard Katus        |
| 1976 Montreal         | Hoa Kỳ Bruce Jenner               | Tây Đức Guido Kratschmer            | Liên Xô Mykola Avilov       |
| 1980 Moskva           | Vương quốc Anh Daley Thompson (3) | Liên Xô Yuriy Kutsenko              | Liên Xô Sergei Zhelanov     |
| 1984 Los Angeles      | Vương quốc Anh Daley Thompson     | Tây Đức Jürgen Hingsen              | Tây Đức Siegfried Wentz     |
| 1988 Seoul            | Đông Đức Christian Schenk         | Đông Đức Torsten Voss               | Canada Dave Steen           |
| 1992 Barcelona        | Tiệp Khắc Robert Změlík           | Tây Ban Nha Antonio Peñalver        | Hoa Kỳ Dave Johnson         |
| 1996 Atlanta          | Hoa Kỳ Dan O'Brien                | Đức Frank Busemann                  | Séc Tomáš Dvořák            |
| 2000 Sydney           | Estonia Erki Nool                 | Séc Roman Šebrle                    | Hoa Kỳ Chris Huffins        |
| 2004 Athens           | Séc Roman Šebrle                  | Hoa Kỳ Bryan Clay                   | Kazakhstan Dmitriy Karpov   |
| 2008 Bắc Kinh         | Hoa Kỳ Bryan Clay                 | Belarus Andrei Krauchanka           | Cuba Leonel Suárez          |
| 2012 Luân Đôn         | Hoa Kỳ Ashton Eaton               | Hoa Kỳ Trey Hardee                  | Cuba Leonel Suárez          |
| 2016 Rio De Janeiro   | Hoa Kỳ Ashton Eaton               | Pháp Kevin Mayer                    | Canada Damian Warner        |
| 2020 Tokyo            |                                   |                                     |                             |

Chú thích:
1) Jim Thrope là người chiến thắng vào năm 1912. Tuy vậy, do IOC cho rằng ông vi phạm quy định về việc chơi thể thao chuyên nghiệp (ông là cầu thủ bóng chày bán chuyên) vào thời đó nên ông bị tước huy chương sau đó 1 năm. Vào năm 1982, IOC đảo ngược quyết định (do bằng chứng không hợp lệ) và truy tặng lại huy chương cho Jim Thrope. Do đó, có 2 nhà vô địch vào năm 1912.
2) Hai vận động viên Willi Holdorf và Hans-Joachim Walde thi đấu cho đội Đức Thống nhất. Mặc dù nước Đức bị chia cắt từ năm 1949, nhưng cho tới năm 1968 thì nước Đức vẫn cử đội chung. Sau năm 1968 đến khi Đông Đức tan rã thì 2 nước Đức cử đội riêng (Tây Đức và Đông Đức).
3) Do khối các nước phương Tây tẩy chay Olympics 1980 tại Moskva nên Daley Thompson (và một số vận động viên từ các nước tham gia tẩy chay nhưng không cấm vận dộng viên tham dự) thi đấu dưới lá cờ Olympics.

### Vô địch thế giới
| Kì cúp thế giới  | Vàng                          | Bạc                            | Đồng                       |
| ---------------- | ----------------------------- | ------------------------------ | -------------------------- |
| 1983 Helsinki    | Vương quốc Anh Daley Thompson | Tây Đức Jürgen Hingsen         | Tây Đức Siegfried Wentz    |
| 1987 Rome        | Đông Đức Torsten Voss         | Tây Đức Siegfried Wentz        | Liên Xô Pavel Tarnavetskiy |
| 1991 Tokyo       | Hoa Kỳ Dan O'Brien            | Canada Mike Smith              | Đức Christian Schenk       |
| 1993 Stuttgart   | Hoa Kỳ Dan O'Brien            | Belarus Eduard Hämäläinen      | Đức Paul Meier             |
| 1995 Gothenburg  | Hoa Kỳ Dan O'Brien            | Belarus Eduard Hämäläinen      | Canada Mike Smith          |
| 1997 Athens      | Séc Tomáš Dvořák              | Phần Lan Eduard Hämäläinen (4) | Đức Frank Busemann         |
| 1999 Seville     | Séc Tomáš Dvořák              | Vương quốc Anh Dean Macey      | Hoa Kỳ Chris Huffins       |
| 2001 Edmonton    | Séc Tomáš Dvořák              | Estonia Erki Nool              | Vương quốc Anh Dean Macey  |
| 2003 Saint-Denis | Hoa Kỳ Tom Pappas             | Séc Roman Šebrle               | Kazakhstan Dmitriy Karpov  |
| 2005 Helsinki    | Hoa Kỳ Bryan Clay             | Séc Roman Šebrle               | Hungary Attila Zsivoczky   |
| 2007 Osaka       | Séc Roman Šebrle              | Jamaica Maurice Smith          | Kazakhstan Dmitriy Karpov  |
| 2009 Berlin      | Hoa Kỳ Trey Hardee            | Cuba Leonel Suárez             | Nga Aleksandr Pogorelov    |
| 2011 Daegu       | Hoa Kỳ Trey Hardee            | Hoa Kỳ Ashton Eaton            | Cuba Leonel Suárez         |
| 2013 Moskva      | Hoa Kỳ Ashton Eaton           | Đức Michael Schrader           | Canada Damian Warner       |
| 2015 Bắc Kinh    | Hoa Kỳ Ashton Eaton           | Canada Damian Warner           | Đức Rico Freimuth          |
| 2017 Luân Đôn    | Pháp Kevin Mayer              | Đức Rico Freimuth              | Đức Kai Kazmirek           |
| 2019 Doha        | Đức Niklas Kaul               | Estonia Maicel Uibo            | Canada Damian Warner       |
| 2021 Eugene      |                               |                                |                            |

Chú thích:
4) Eduard Hämäläinen đổi sang quốc tịch Phần Lan năm 1996

### IAAF Combined Challenge
IAAF Combiend Challenge là tập hợp của các giải Mười môn phối hợp nhỏ hơn. Các vận động viên sẽ tham gia các giải và lấy ba giải có thành tích xuất sắc nhất cộng lại. Điểm số trong bảng là tổng của ba giải tốt nhất của các vận động viên.
| Mùa giải | Vàng                      | Vàng  | Bạc                                | Bạc   | Đồng                      | Đồng  |
| -------- | ------------------------- | ----- | ---------------------------------- | ----- | ------------------------- | ----- |
| 1998     | Estonia Erki Nool         | 25967 | Iceland Jón Arnar Magnússon        | 25708 | Séc Roman Šebrle          | 25604 |
| 1999     | Séc Tomáš Dvořák          | 26476 | Séc Roman Šebrle                   | 25184 | Hoa Kỳ Chris Huffins      | 25067 |
| 2000     | Estonia Erki Nool         | 26089 | Séc Tomáš Dvořák                   | 26018 | Séc Roman Šebrle          | 25591 |
| 2001     | Séc Tomáš Dvořák          | 25943 | Estonia Erki Nool                  | 25839 | Nga Lev Lobodin           | 25044 |
| 2002     | Séc Roman Šebrle          | 26301 | Hoa Kỳ Tom Pappas                  | 25506 | Nga Lev Lobodin           | 25179 |
| 2003     | Hoa Kỳ Tom Pappas         | 26119 | Séc Roman Šebrle                   | 26047 | Pháp Laurent Hernu        | 2424  |
| 2004     | Séc Roman Šebrle          | 25952 | [[Bryan Clay\| Hoa Kỳ]] Bryan Clay | 25602 | Kazakhstan Dmitriy Karpov | 25336 |
| 2005     | Séc Roman Šebrle          | 25381 | Hoa Kỳ Bryan Clay                  | 25199 | Hungary Attila Zsivoczky  | 25185 |
| 2006     | Kazakhstan Dmitriy Karpov | 25145 | Séc Roman Šebrle                   | 25029 | Hungary Attila Zsivoczky  | 24950 |
| 2007     | Séc Roman Šebrle          | 25261 | Jamaica Maurice Smith              | 25220 | Nga Aleksey Drozdov       | 24972 |
| 2008     | Belarus Andrei Krauchanka | 25448 | Cuba Leonel Suárez                 | 25344 | Nga Aleksandr Pogorelov   | 24804 |
| 2009     | Hoa Kỳ Trey Hardee        | 25567 | Cuba Yordanis García               | 25231 | Ukraine Oleksiy Kasyanov  | 25056 |
| 2010     | Pháp Romain Barras        | 25063 | Cuba Leonel Suárez                 | 24857 | Hoa Kỳ Jake Arnold        | 24627 |
| 2011     | Cuba Leonel Suárez        | 25172 | Hà Lan Eelco Sintnicolaas          | 24772 | Estonia Mikk Pahapill     | 24746 |
| 2012     | Bỉ Hans Van Alphen        | 25259 | Đức Pascal Behrenbruch             | 25117 | Ukraine Oleksiy Kasyanov  | 24822 |
| 2013     | Belarus Andrei Krauchanka | 25084 | Canada Damian Warner               | 24980 | Đức Pascal Behrenbruch    | 24768 |
| 2014     | Đức Rico Freimuth         | 24981 | Hà Lan Eelco Sintnicolaas          | 24795 | Cuba Yordanis García      | 24423 |
| 2015     | Nga Ilya Shkurenyov       | 25259 | Đức Michael Schrader               | 25252 | Canada Damian Warner      | 25247 |
| 2016     | Đức Kai Kazmirek          | 25221 | Hoa Kỳ Jeremy Taiwo                | 24928 | Séc Adam Helcelet         | 24498 |
| 2017     | Đức Rico Freimuth         | 25592 | Canada Damian Warner               | 25152 | Đức Kai Kazmirek          | 24986 |
| 2018     | Đức Arthur Abele          | 25222 | Hà Lan Pieter Braun                | 24412 | Na Uy Martin Roe          | 24376 |
| 2019     | Canada Damian Warner      | 25753 | Estonia Maicel Uibo                | 25138 | Canada Pierce LePage      | 25059 |
| 2020     |                           |       |                                    |       |                           |       |